# Кондейша-а-Нова (район)
Кондейша-а-Нова (порт. Condeixa-a-Nova) — район (фрегезия) в Португалии, входит в округ Коимбра. Является составной частью муниципалитета Кондейша-а-Нова. Находится в составе крупной городской агломерации Большая Коимбра. По старому административному делению входил в провинцию Бейра-Литорал. Входит в экономико-статистический субрегион Байшу-Мондегу, который входит в Центральный регион. Население составляет 3980 человек на 2001 год. Занимает площадь 2,92 км².